# Mała Noteć
Mała Noteć – rzeka w Polsce, dopływ rzeki Noteci.
Mała Noteć wypływa z jeziora Niedzięgiel na Pojezierzu Gnieźnieńskim w gminie Witkowo, płynąc dalej przez Jezioro Białe, jezioro Piłka, Jezioro Skubarczewskie, Słowikowo, Jezioro Kamienieckie, Jezioro Pakoskie i uchodzi do Noteci przy wschodnich granicach miasta Pakość.
W 1928 roku Walenty Winid nazwał tę rzekę Notecią zachodnią.